# ドーファン＝ロワイヤル (戦列艦)
| 爆沈するロリアン | |
| 艦歴             | |
| 建造:            | トゥーロン工廠 |
| 起工:            | 1790年5月 |
| 進水:            | 1791年7月20日 |
| 就役:            | 1793年8月 |
| 改名:            | ル・サン＝キュロット、1792年 ロリアン、1795年 |
| その後:          | 1798年8月1日爆沈 |
| 性能諸元         | |
| クラス:          | コメルス・ド・マルセイユ級戦列艦 |
| 排水量:          | 5,095t |
| 全長:            | 砲列甲板：65,18m |
| 全幅:            | 16,24m |
| 喫水:            | 8,12 m |
| 機関:            | 帆走（3本マストシップ、3,265 m2） |
| 乗員:            | 1,079名 |
| 兵装:            | 118門： 上砲列：12ポンド（5kg）砲34門 中砲列：24ポンド（11kg）砲34門 下砲列：36ポンド（16kg）砲32門 その他：8ポンド（4kg）砲18門、 36ポンド（16kg）カロネード6門 |

ドーファン＝ロワイヤル(Dauphin-Royal)はフランス海軍のコメルス・ド・マルセイユ級118門戦列艦。フランス革命時の1792年9月にル・サン＝キュロット(Le Sans-Culotte)と改名し、1795年5月にはロリアン(L'Orient)と改めた。
1798年、ロリアンはイギリスのホレーショ・ネルソン提督の追跡をかわしてナポレオンをエジプト遠征に送り込んだ。ネルソンはフランス艦隊の目的地がエジプトであることを見抜いていたが、敵艦隊より先にアレクサンドリアに到着してしまったために捕捉することが出来なかった。
ナポレオンらを上陸させた後の1798年8月、ネルソン艦隊との間でナイルの海戦が発生する。イギリス艦隊の集中攻撃を受けたロリアンは炎上し、やがて弾薬庫に引火して爆沈した。ロリアンの乗員のほとんどは死亡し、その中には艦長と彼の息子も含まれている。
その後ネルソンはロリアンのマストの破片から作られた棺を贈られ、彼がトラファルガーで戦死した際にイギリスまで遺体を輸送するために使用された。

## 参加海戦
- ナイルの海戦